# 單板滑雪

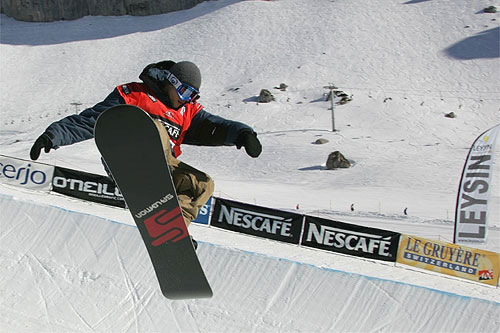
正在進行的半管賽

單板滑雪是冬季奧運其中一項比賽項目，設有男、女子項目。滑雪板的發展受到啟發於滑板、雪橇、衝浪和滑雪。起源於1960年代，並且在1998年長野冬季奥林匹克运动会成為在冬季奧運會的正式項目。並且在2014年索契冬季帕拉林匹克運動會成為冬季帕運會的正式項目。 該運動在美國知名度（以設備銷售衡量）在2007年達到頂峰。

## 歷史
它起源於20世紀1960年代初的美國，當時，有一位美國父親把兩塊的滑雪板綁在一起，偶然中就發明了由雙腳踩在同一塊滑雪板的「新式滑雪板」。
這種滑雪方式雖然最初被視爲「另類運動」，但僅短短一年就流行於全國，並且傳播至歐洲各國。在世界各地中，這種「另類運動」被改裝成不同的運動。1980年代，單板滑雪風靡起來，出現各地區性、國際性的比賽，如美國就於1982年舉辦了第一次的全國賽，1年之後，世界錦標賽賽更出現。
而國際單板滑雪總會也在1990年成立，在1994年被國際滑雪總會承認單板滑雪為正式的冬季運動之一，並在長野冬季奧運中被列入正式的比賽項目。直到都靈冬季奧運，單板滑雪共設6個小項，包括：男子個人半管賽(Halfpipe)、女子個人半管、男子個人平行大曲道賽 (Parallel Giant Slalom)、女子個人平行大曲道、男子個人、女子個人，當中，後兩者是都靈冬季奧運中新增的小項。

## 冬季奧運中的單板滑雪

### U形场地技巧
單板滑雪中的U形场地技巧賽小項分為男、女子個人小項，比賽場地是於雪地中挖出一段凹陷的壕溝作為滑道，深度3至4米、長度是110米，兩側呈85度傾斜。運動員要利用下滑時的速度，在凹陷的壕溝做出一些指定的動作，如：跳躍、翻滾等，5名裁判按照運動員動作的「純熟度」和「難度」打分。其中，兩名裁判負責打「整體印象分」，其他3名裁判打「創意藝術分」、「基本技巧分」以及「翻滾技巧分」評分，各裁判可從0.1分到10分評定運動員的分數。
當中，運動員都要出席第一場的比賽，成績最為出色的6位運動員可直接晉身決賽，而在第6名之後的運動員要參與第二場的比賽，賽事中6位最先的運動員晉級決賽賽，其餘的則被淘汰出局。
在決賽時，出線的12位運動員要參與兩次的滑行，在兩次滑行中得分最高的運動員則為優勝者。若出現相同分數的情況，裁判會從運動員的「整體印象分」決定，「整體印象分」得分較高者，排名較高。如「整體印象分」也是不謀而合，就會由5位裁判的「最高分次數」而定，最多者為勝。如果「最高分次數」都依照無異，就要再比賽一次，以定最終的排名。

### 平行大曲道
平行大曲道是單板滑雪的另一個小項，平行大曲道小項採取一對一的比賽，以提高比賽的刺激性。比賽所用的賽道與高山滑雪相同。運動員要進行多場的比賽，首場是為資格賽，以一對一的比賽型式進行。在資格賽中，每個運動員只要滑行一次，運動員需要以最快的時間到達終點。所用時間最短的16位運動員出線對抗賽，繼續以一對一的比賽型式進行。於資格賽第一名的運動員會對第16名的運動員、第3名的運動員會對第14名的運動員，依此類推。得勝者出線另一場的對抗賽，較遲到達終點的運動員會被淘汰出局，經多次的對抗賽後，最後餘下兩位運動員，爭奪金牌。
在一次的對抗賽中，運動員要比賽兩次，若兩次皆勝則出線，各勝一之的話，會以兩次滑行的總時間合計，時間最少者出線。如果運動員在一次的比賽未能完成比賽被取消成績，時間是以對手的所得時間中加上5%。如在第二次的比賽中未能完成賽事或被取消資格，第二次比賽中成功完成比賽的運動員為勝利者。當兩位運動員都在第二次的比賽中未完成比賽，會以通過旗門較多者為勝。

### 坡面障碍技巧
坡面障碍技巧是一项冬季滑雪运动，在这项运动中，运动员在各种有障碍物的赛道上滑雪或单板滑雪。坡面障碍技巧的比赛中，选手通过裁判对滑雪动作的评分来取得成绩。

## 外部連結
- Snowboard 雪具裝備介紹及單板滑雪網頁（页面存档备份，存于）
- 單板滑雪中文網頁 - Snowboard 教學，雪具裝備介紹及單板資訊（页面存档备份，存于）
- 單板滑雪網頁（页面存档备份，存于）
- 單板滑雪網頁（页面存档备份，存于）

- 單板滑雪網頁